# 不可思議國家公園
13°50′30″N 89°57′27″W / 13.84167°N 89.95750°W

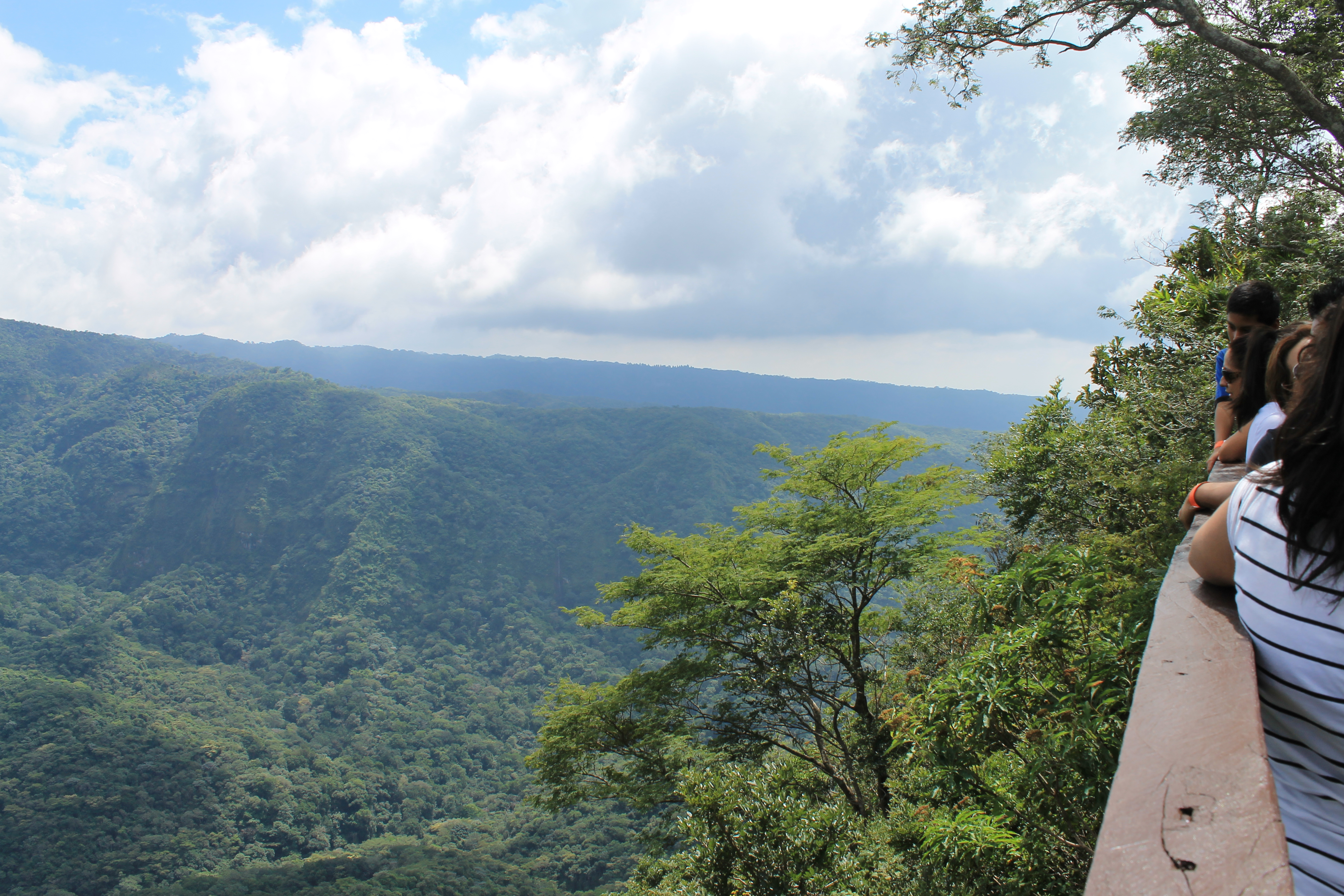

不可思議國家公園是薩爾瓦多的國家公園，位於該國西部阿瓦查潘省，始建於1989年1月1日，面積38平方公里，有美洲獅、野豬、王鷹、黑冠鷹等野生動物棲息。